# 우두구
우두구(한국어: 무도구, 중국어: 武都区, 병음: Wǔdū Qū)는 중화인민공화국 간쑤성 룽난 시의 현급 행정구역이다. 넓이는 4,683km2이고, 인구는 2007년 기준으로 560,000명이다.

## 행정 구역
12개 진, 22개 향, 2개 민족향을 관할한다.
- 진: 城关镇 , 安化镇 , 东江镇 , 两水镇 , 汉王镇 , 洛塘镇 , 角弓镇 , 马街镇 , 三河镇 , 甘泉镇 , 鱼龙镇 , 琵琶镇
- 향: 城郊乡 , 蒲池乡 , 石门乡 , 汉林乡 , 柏林乡 , 马营乡 , 池坝乡 , 佛崖乡 , 黄坪乡 , 隆兴乡 , 龙坝乡 , 龙凤乡 , 桔柑乡 , 外纳乡 , 玉皇乡 , 郭河乡 , 枫相乡 , 三仓乡 , 五库乡 , 月照乡 , 五马乡 , 裕河乡
- 민족향: 坪垭藏族乡 , 磨坝藏族乡